# ルクレティア (アルテミジア・ジェンティレスキ、ポツダム)
『ルクレティア』（独: Lukrezia、英: Lucretia）、また『タルクイニウスとルクレティア』（独: Tarquinius und Lukrezia、英: Tarquinius and Lucretia）は、イタリア・バロック期の女性画家アルテミジア・ジェンティレスキが1645-1650年にキャンバス上に油彩で制作した絵画である。現在、ポツダムにあるポツダム新宮殿の大広間に所蔵されている。古代ローマの執政官で将軍のルキウス・タルクィニウス・コッラティヌスの妻ルクレティアを描いた、アルテミジアによる3点の絵画のうちの1点である。ほかの2点は、ミラノの個人コレクションとロサンゼルスのJ・ポール・ゲティ美術館に所蔵されている。

## 主題
ルクレティアは、美貌と謙虚さで知られる古代ローマのヒロインである。ティトゥス・リウィウスの『ローマ建国史』 (第1巻57-59節) によれば、彼女は夫のルキウス・タルクィニウス・コッラティヌスにより非常に貞淑な女性として称賛された。彼女は、夫の親戚で王の息子セクストゥス・タルクィニウスに抵抗すれば殺し、遺体を公衆の前に晒しものにすると脅された。不名誉を受けるリスクを避けるために彼女は彼の性的要求に屈し、凌辱されるが、後に夫と父親に凌辱されたことを伝え、自害した。そうすることで、彼女は (ローマの信条によれば) 自身の名誉と徳を保持したのである。彼女の自害によりローマでは反乱が起こり、王制ローマは終焉を迎え、共和制ローマが始まることとなった。

## 来歴
本作が最初に記録されているのは、1671年のパルマのジャルディーノ宮殿のコレクションにおいてである。1730年代まで、ほかの2点のアルテミジアの絵画『バテシバ』および『ユディトとその侍女』 (カポディモンテ美術館、ナポリ) とともにファルネーゼ家のコレクションにあったが、1730年代にカルロス3世 (スペイン王) がファルネーゼ家のコレクションを継承し、ナポリに新たに建てられたカポディモンテ美術館に搬送した。その後、3点のアルテミジアの絵画のうちの2点『ルクレティア』と『バテシバ』は、1750年代にポツダムの新宮殿のためにフレデリック大王に購入された。『ユディトとその侍女』が大王に購入されなかったのは、男性に勝利する女性を表していたためポツダムの絵画館のテーマに合致しなかったからである。

## ギャラリー

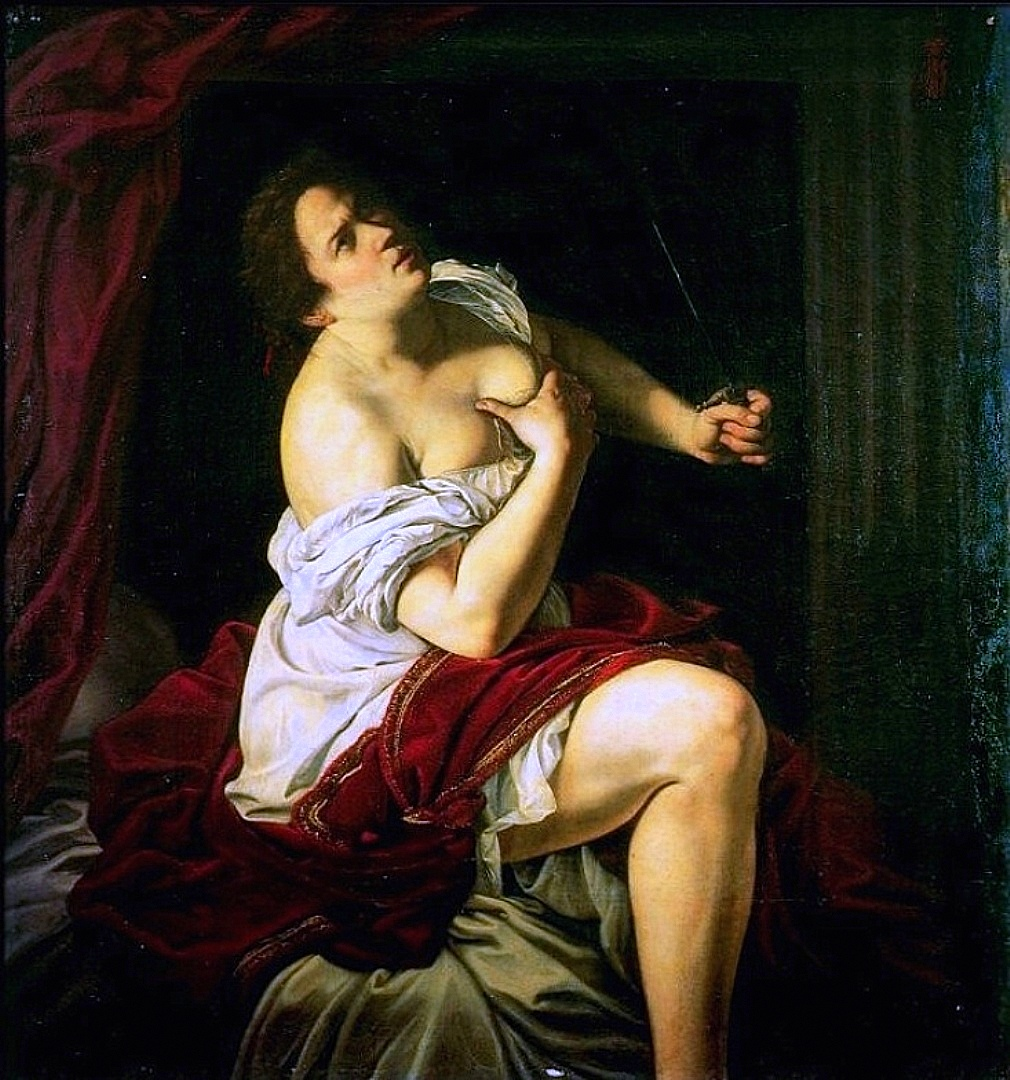
アルテミジア・ジェンティレスキ『ルクレティア』(1623-1625年ごろ)、個人蔵、ミラノ
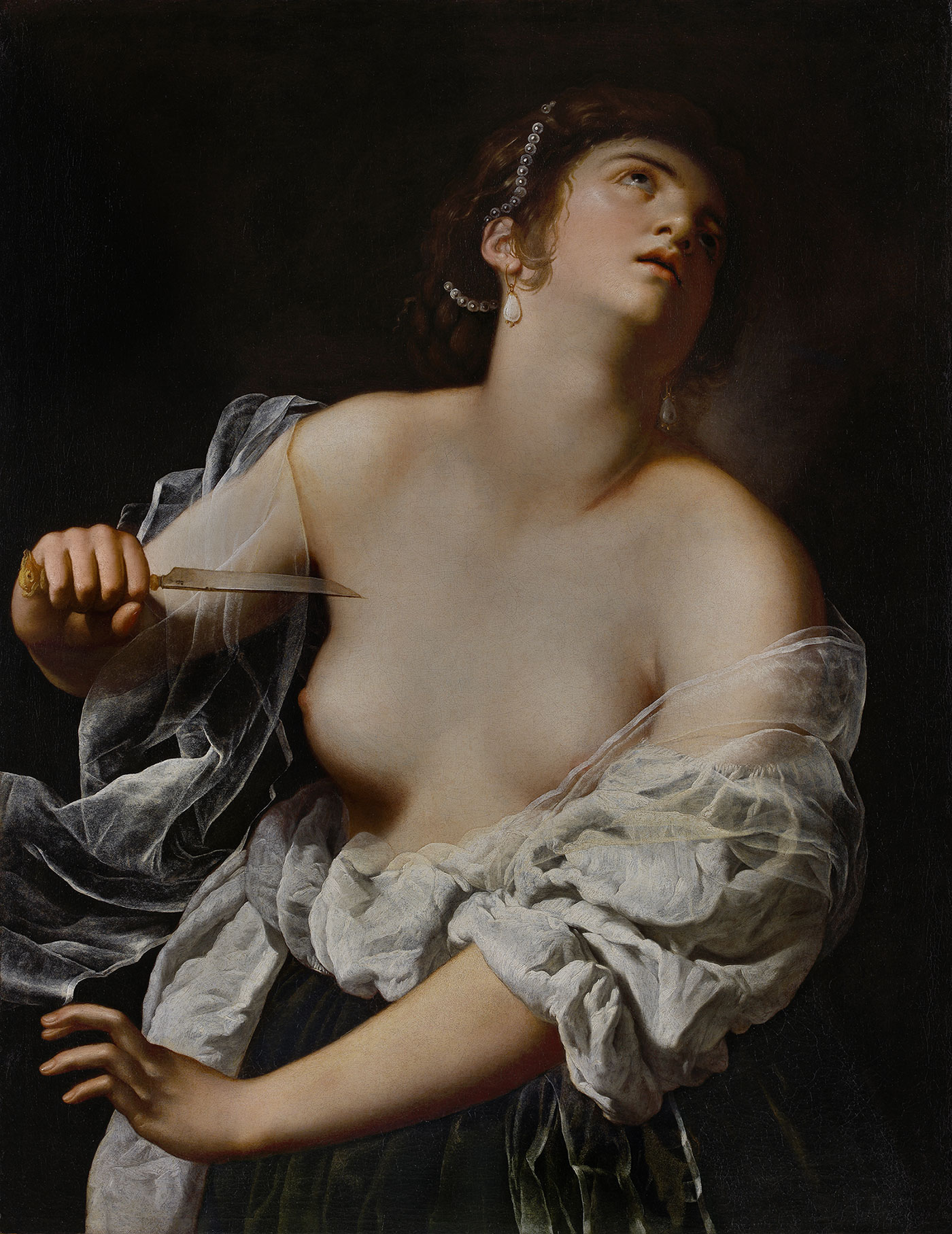
アルテミジア・ジェンティレスキ『ルクレティア』 (1627年ごろ)、J・ポール・ゲティ美術館、ロサンゼルス
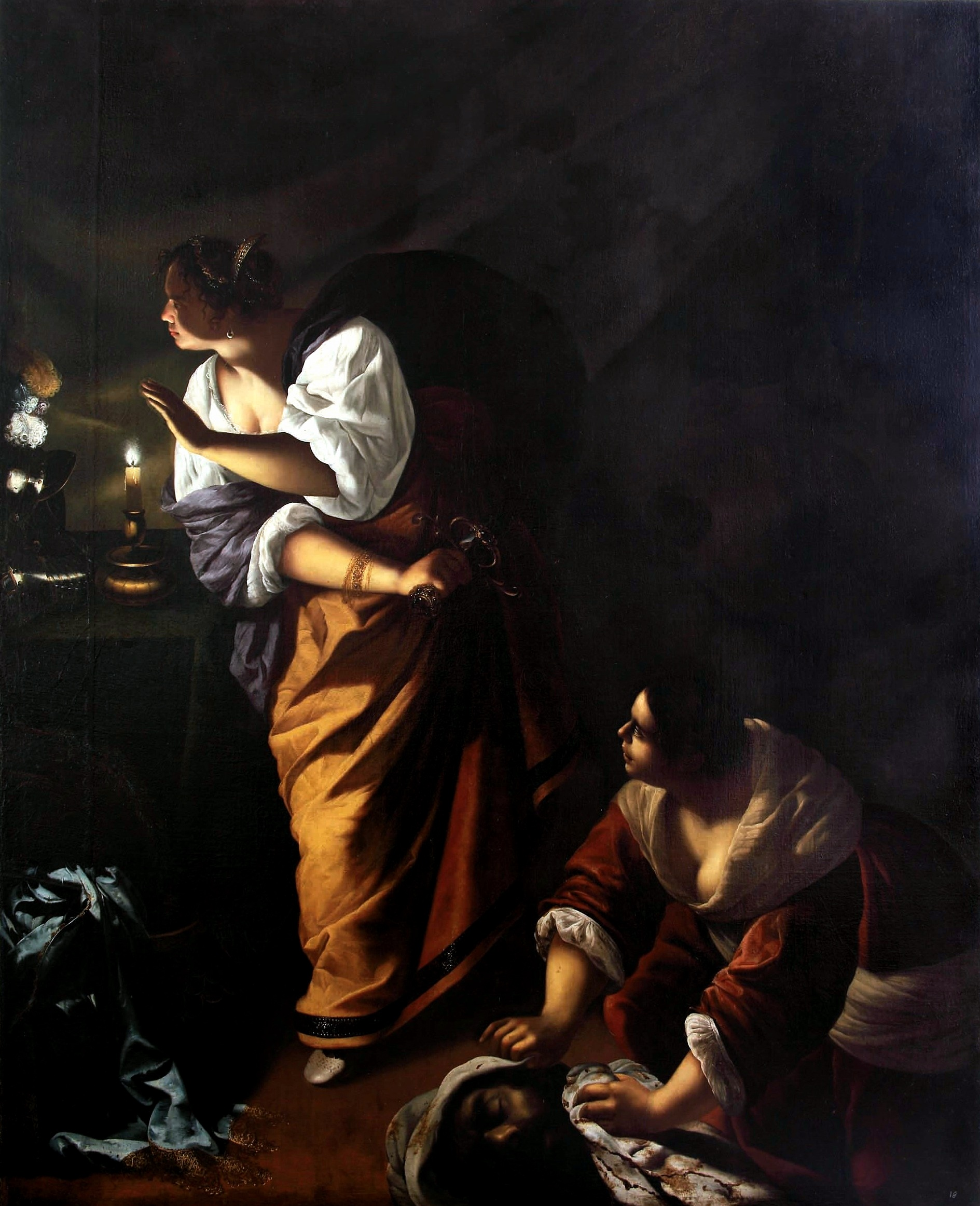
アルテミジア・ジェンティレスキ『ユディトとその侍女』 (1645-1650年)、カポディモンテ美術館、ナポリ